# گمینا لوتوچین
گمینا لوتوچین (به لهستانی:  Gmina Lutocin) یک گمینا در لهستان است که در شهرستان ژورومین واقع شده‌است. گمینا لوتوچین ۱۲۶٫۰۳ کیلومتر مربع مساحت و ۴٬۶۳۱ نفر جمعیت دارد.